# Niviventer andersoni
Niviventer andersoni — вид пацюків (Rattini), ендемік Китаю (Юньнань, Сичуань і Шеньсі). Вид названо на честь американського наукового колекціонера Малкольма Плейфера Андерсона.

## Морфологічна характеристика
Довжина голови й тулуба від 150 до 198 мм, довжина хвоста від 194 до 269 мм, довжина лапи від 31 до 40 мм, довжина вуха від 22 до 28 мм. Волосяний покрив довгий і м'який. Колір верхніх частин темно-сірувато-коричневий, вздовж спини усипаний довгими чорними волосками, боки і щоки жовтувато-коричневі, а черевні частини білі. Чорнувата область простягається від основи вусів до очей і основи вух. Лапи довгі й тонкі. Зовнішня сторона ніг темно-коричнева, а боки стоп і пальці білі. Хвіст довший за голову і тулуб, зверху темно-коричневий, біло-коричнюватий знизу і на кінці, де є пучок довгого волосся.

## Середовище проживання
Він населяє гірські ліси на висоті 2000–3000 метрів над рівнем моря.

## Спосіб життя
Це наземний вид.